# Covington (Louisiana)
Covington település az Amerikai Egyesült Államok Louisiana államában, St. Tammany megyében, melynek megyeszékhelye is. Lakosainak száma 11 564 fő (2020. április 1.).

## Népesség
A település népességének változása:

| 2010 | 8 765  |
| 2020 | 11 564 |